# Sörmlands-Kuriren
Sörmlands-Kuriren var en socialdemokratisk tidning som startades i Eskilstuna, men tryckets i Örebro, med start i slutet av augusti 1905. Den startades av Eskilstuna arbetarekommun och Järn- och Metallarbetarefackföreningen inför riksdagsmannavalet 1905 och under den pågående verkstadskonflikten. Ansvarig utgivare var skomakaren Otto Vilhelm Eriksson (1855 - 1927) och redaktör var Fredrik Ström. Sörmlands-Kuriren var avsedd för hela Södermanlands län. Från 1906 ersattes Sörmlands-Kuriren med Folket, vilken även skulle täcka Västmanland.